# Cacau Pirêra
Cacau Pirêra é um distrito brasileiro pertencente ao município de Iranduba, localizado no estado do Amazonas. Sua população, estimada pelo Instituto Brasileiro de Geografia e Estatística (IBGE) em 2010, era de 11 019 habitantes.
Está situado a 9 quilômetros de Manaus, capital do estado.
HISTÓRIA
O Cacau Pirêra é, nos dias atuais, do ponto de vista político-administrativo, um distrito que está subordinado ao município de Iranduba, no Amazonas. A sua história, todavia, remonta o período de ocupação da região da confluência dos rios Negro e Solimões, pelos Povos Originários e, dessa forma, compartilha alguns dos acontecimentos históricos que permearam a construção de Iranduba.
O nome “Cacau Pirêra” deriva, respectivamente, das línguas náhuatl e tupi-guarani. Enquanto a palavra “cacau” refere-se à fruta do cacaueiro, uma planta amplamente conhecida no Brasil e no mundo, o verbete “pirera” significa “pele, invólucro”. Em outras palavras, o nome da localidade traduz-se como “casca de cacau”. Na documentação histórica, o termo aparece pela primeira vez no relatório da Presidência da Província do Amazonas de 1869, no qual o então Presidente João Wilkens de Mattos escreveu o seguinte: “No Cacao-pirera existe uma pequena olaria, da propriedade de João Pereira da Silveira. Produz pouco, por falta de braços”. Esse seria, pois, uma das mais importantes povoações situadas nas proximidades da Capital da então Província e, posteriormente, do Estado do Amazonas, que vivenciou alguns dos significativos acontecimentos históricos envolvendo a colonização dessa parte da região amazônica.

Pré-História
Nesse período, a localidade seria parte daquilo que estamos chamando de “Costa de Iranduba”, cujos acontecimentos históricos são aqueles mesmos identificados em relação à construção histórica de Iranduba. Destacam-se o fato de a localidade estar situada nas porções de terra imediatas ao chamado Encontro das Águas e, por essa razão, ser uma região com grande disponibilidade de recursos, o que teria permitido o desenvolvimento das chamadas sociedades complexas da Amazônia. Considerando que se trata de uma área que compõe a “Costa de Iranduba”, também se aplicam as classificações da Arqueologia em relação à ocupação da área, cujos vestígios arqueológicos remontam séculos antes do início da Era Cristã Ocidental e dão conta de processos de ocupação que remontam aos homens e mulheres pré-históricos, cujos ancestrais diretos são os Povos Indígenas com os quais os colonizadores europeus entraram em contato, a partir do século XVI. Parte significativa desses Povos Indígenas foi exterminada e/ou forçada à migração, e a localidade foi paulatinamente colonizada por portugueses e, no século XIX, brasileiros, que se aventuraram no empreendimento colonial sobre a Amazônia.

O século XIX
Apesar de existir historicamente desde a pré-história, o primeiro registro da localidade “Cacao-Pirêra” apareceu para nós no Relatório da Presidência da Província do Amazonas de 1869, conforme já citamos. No fragmento, é possível identificar que havia uma povoação naquela localidade e que nessa povoação havia uma olaria. Entretanto, não haviam trabalhadores suficientes capazes de darem conta da produção de telhas e tijolos, que certamente eram destinados à crescente Manaus. Não podemos nos esquecer que a década de 1870 é considerado o marco inicial para o Primeiro Ciclo da Borracha e que esse acontecimento histórico se caracterizou pelo fluxo de pessoas e de capitais para a Amazônia, tendo sido responsável por significativo crescimento da Capital da Província. Nesse contexto, portanto, o Cacau-Pirêra se tornaria um importante fornecedor de telhas e tijolos para os sobrados que iriam abrigar os “Barões da Borracha”, desde aquela época até as primeiras décadas do século XX.
A documentação histórica sobre o período nos revela uma povoação que, para os padrões do século XIX, era bastante relevante, no conjunto dos aglomerados urbanos da Província do Amazonas. Para se ter uma ideia dessa posição, examinemos a lista de “cidadãos qualificados votantes” da Paróquia de Nossa Senhora da Conceição da cidade de Manaus, na qual constam os nomes de 33 indivíduos “qualificados” para votarem, sendo 25 “simples votantes” e 8 “elegíveis”. Sabemos que até 1881 as eleições eram feitas em dois escrutínios, em que os “votantes” escolhiam os “eleitores” e esses, por sua vez, eram quem votavam nos deputados provinciais, gerais e senadores. De acordo com a legislação eleitoral, para ser “qualificado” como votante (em nível paroquial), o sujeito deveria ter 25 anos – ou 21 se já fosse casado, militar, bacharel ou padre) e renda de 100 mil réis por ano; já os eleitores precisariam estar nessas condições e possuir renda de 200 mil réis. Os dados sobre os “cidadãos qualificados” do Cacau-Pirêra nos levam à concluir, portanto, que se tratava de um aglomerado urbano bastante significativo já na segunda metade do século XIX, integrado aos circuitos geopolíticos e econômicos da Cidade de Manaus.

O século XX
No século XX, os acontecimentos históricos que marcaram o Cacau-Pirêra foram aqueles que marcaram também a chamada Costa de Iranduba, especialmente porque essa localidade situa-se na margem esquerda do rio Solimões, assim como as demais localidades que formam toda aquela área costeira. Dentre esses acontecimentos, destacamos a Colonização Agrícola, a Imigração Japonesa e a formação do distrito e depois município de Iranduba, ao qual o Cacau-Pirêra passou a ser vinculado ao longo desse período. Além desses acontecimentos, a construção da “Estrada da Juta” talvez tenha sido um dos mais significativos, tendo em vistas as mudanças que impulsionaram o crescimento urbano da localidade, conforme podemos destacar a seguir.

A Estrada da Juta
A construção da “Estrada da Juta” - também chamada de AM-70 e/ou Rodovia Manoel Urbano - ocorreu no momento em que se buscavam novas alternativas para a exploração econômica da Amazônia, a partir da segunda metade do século XX. A estrada saia do então Distrito de Cacau Pirêra até a cidade de Manacapuru, constituindo-se enquanto uma alternativa à navegação fluvial entre Manaus e Manacapuru, que passava pela “Costa de Iranduba”. Inaugurada no final de 1965, a rodovia tinha como objetivo capitanear a integração de Manaus àquelas regiões adjacentes com potencial para o desenvolvimento de atividades agropecuárias que iriam, por sua vez, ser responsáveis pelo abastecimento urbano da capital do Estado, que se encontrava em crescente expansão e com maiores perspectivas de crescimento. Pela nova rodovia deveriam transitar, portanto, a juta – cultivada principalmente por colonos japoneses, que chagaram na região havia cerca de duas décadas – a pimenta do reino, o café, a mandioca, as bananas e abacaxis, o arroz e outros gêneros agropecuários, a serem comercializados em Manaus.
Já chamamos a atenção para o papel que os rios historicamente desempenharam no processo de ocupação da Amazônia, desde o período colonial até meados do século XX. Chamados de “estradas líquidas”, esses rios constituíram-se numa alternativa barata para o acesso às regiões mais distantes dos centros urbanos. Todavia, esse meio fluvial impediu o acesso àquelas áreas do “interior” da floresta, ou seja, das áreas distantes das margens, o que levou o Estado a buscar outras alternativas, a exemplo das estradas. O exemplo mais significativo é a própria transamazônica, apesar de terem havido outras iniciativas de construção de estradas no século XIX. Além de permitir o acesso às regiões não banhadas pelos rios, as “estradas sólidas” também garantiriam um acesso mais “rápido” e barato, em comparação ao tempo e custos da navegação fluvial. Essas estradas também seriam responsáveis por impulsionar a colonização e as suas consequências, tanto para a floresta (com o desmatamento) quanto para as populações tradicionais, que tiveram as suas terras invadidas e sofreram toda a sorte de violências empreendidas pelos colonizadores desses “novos” tempos. Chamado de “espinha de peixe”, esse modelo de colonização foi amplamente utilizado durante a segunda metade do século XX e consistia (1) na abertura de uma rodovia e (2) na concessão de lotes de terras a particulares em ambos os lados da estrada, para que fossem desmatados e cultivados. Esse modelo é considerado por muitos como um dos principais propulsores do desmatamento na Amazônia.
A “Estrada da Juta”, portanto, foi responsável pela colonização de importantes áreas rurais na região dos atuais municípios de Iranduba e de Manacapuru, a exemplo da produção agropecuária e ao abastecimento urbano de Manaus, bem como a (re)configuração do espaço das localidades afetadas – Cacau Pirêra, “Costa de Iranduba” e Manacapuru – e das consequências desse processo para as populações tradicionais afetadas. O Cacau-Pirêra seria transformado novamente pela construção da Ponte Rio Negro, na primeira década do século XXI, mas essa já é uma outra história.